# Caravinagre
Caravinagre es un personaje ficticio característico de los festejos de Navarra. Forma parte de los 6 kilikis de la Comparsa de Gigantes y Cabezudos de Pamplona, junto con 5 cabezudos, 8 gigantes y 6 zaldikos. 
Se piensa que el mote "Caravinagre" viene de las gentes de Pamplona, ya que este nombre no aparecía en la documentación del encargo. Su vestimenta consta de una casaca verde de terciopelo, un chaleco a juego y una pajarita blanca con pechera ribeteada.

## Historia
En 1941 el ayuntamiento de Pamplona encargó a los talleres Porta Coelli de Valencia la construcción de dos kilikis y dos zaldikos, para acompañar al Coletas, al Barbas y a los gigantes, creados en el taller del pamplonés Tadeo Amorena. En esta ocasión el artista sería el valenciano Vicente Rodilla quién crearía a Verrugas y Caravinagre. 
Al parecer, el origen de la inspiración fueron los antiguos guardas de jardines, llamados japis, ya que había uno que destacaba por su mal genio y le apodaron Caravinagre. Otras  dicen que era un mero retrato de Vicente Rodilla, quien exageró las facciones al crear al personaje.
A lo largo de su historia ha sido el protagonista en cinco carteles anunciadores de la Fiestas de San Fermín (1947, 1997, 2012, 2015 y 2017).

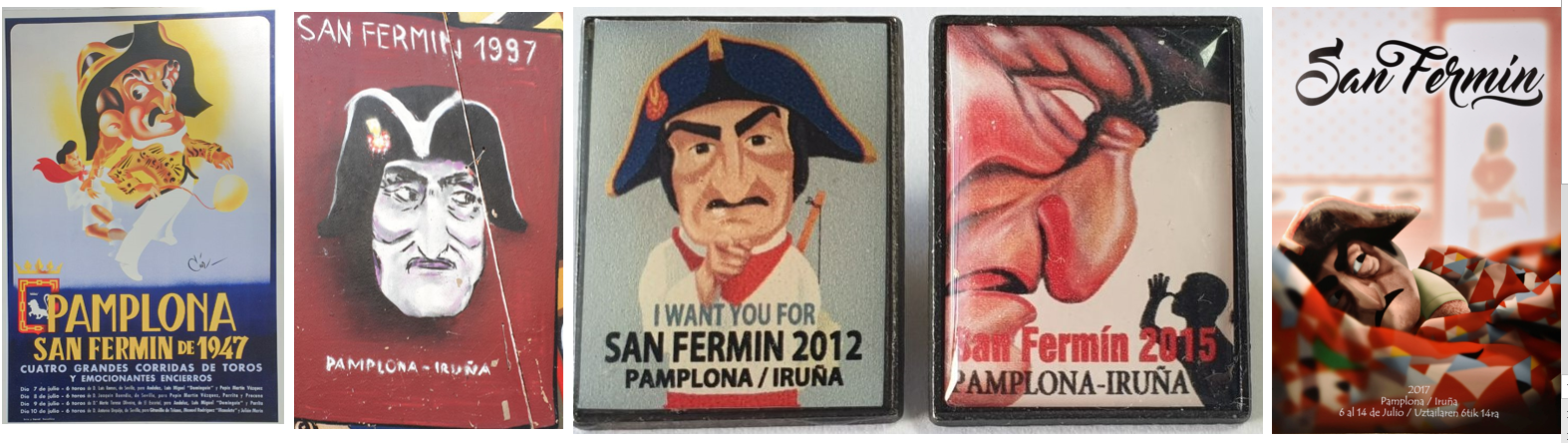
Carteles de San Fermín: Caravinagre 1947, 1997, 2012, 2015 y 2017

## Apariciones destacables
- Feria Mundial de Nueva York en 1965.[4]
- Peregrinación de Pamplona a Santiago de Compostela en 1988.[4]
- Expo 92: Junio de 1992, actos conmemorativos de Navarra en Sevilla.[4]
- Exposición Internacional de Barcelona.[4]

- Campeonato mundial de Superbikes, 22 de agosto de 2021 en el Circuito de Navarra, situado en Los Arcos.[5]
- 65º aniversario del Museo de Navarra.[6]
- Gómez Martínez, Jesús Carlos (2012). Siniestro Caravinagre. Ediciones Eunate. [7]